# 監獄船

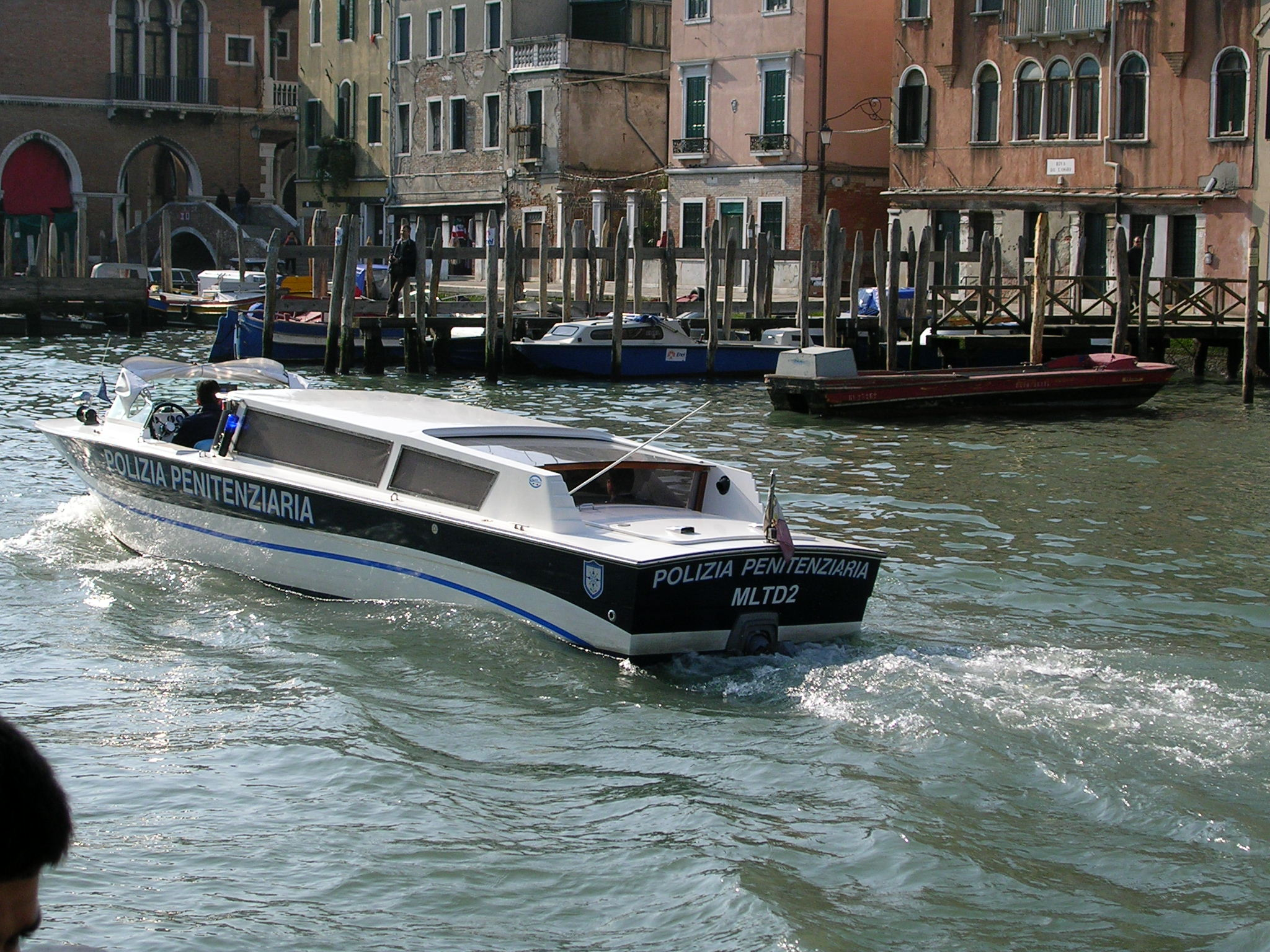
ヴェネツィアの刑務警察艇

監獄船（かんごくせん）とは監獄として利用されている船舶のこと。受刑者を流刑地へ護送するためにも使われる。

## 歴史
監獄船は流刑のために植民地に囚人を送る船が元になっている。
しかし、アメリカが独立してイギリスが流刑先を失うと囚人を乗せた船が出港できないで、囚人を乗せたまま港に係留されっぱなしとなった、そこでイギリス政府は1776年6月に時限立法として監獄船法を制定し港に係留されたままのジャスティシア号という交易船を2年間の期間限定で監獄として使用したことに始まる。しかし、2年を過ぎても流刑先は見つからず、増え続ける犯罪者を収容するために監獄船の数は増え続け、
時限立法であった監獄船法は実際には1858年まで存続し、監獄船の法的根拠となっていた。
作家のチャールズ・F・キャンベルによれば40隻のイギリス海軍艦艇が監獄に転用されたという。これらはジブラルタル、バミューダ、アンティグア、ブルックリン沖のウォーラバウト湾、本国ではシェアネス、ウリッジ、ポーツマス、チャタム、デットフォード、プリマスの各港などに設置されていた。ほかに私企業も流刑のための監獄船を所持、運用していた。
監獄船はフランス革命戦争やナポレオン戦争の捕虜を収容するためにも利用されていた。典型的なイギリスの監獄船のベレロフォンはトラファルガー海戦の後第一線から退き、シェアネスに係留された。ベレロフォンには通常480人ほどの囚人が悲惨な状況で収監されていた。他にディスカヴァリーやウォーリアなども監獄船となっていた 。
アメリカ独立戦争ではアメリカ側戦死者より多くの死者をイギリスの監獄船は出した。ニューヨーク市の公園とレクリエーション課によれば「11,500人が過密さ、水の汚染、飢え、そして病気のために船上で死に、死体は迅速に沿岸に埋葬された」という。フォート・グリーン公園には慰霊碑が建造されている。これらの監獄船の代表例としてジャージーがあげられる。

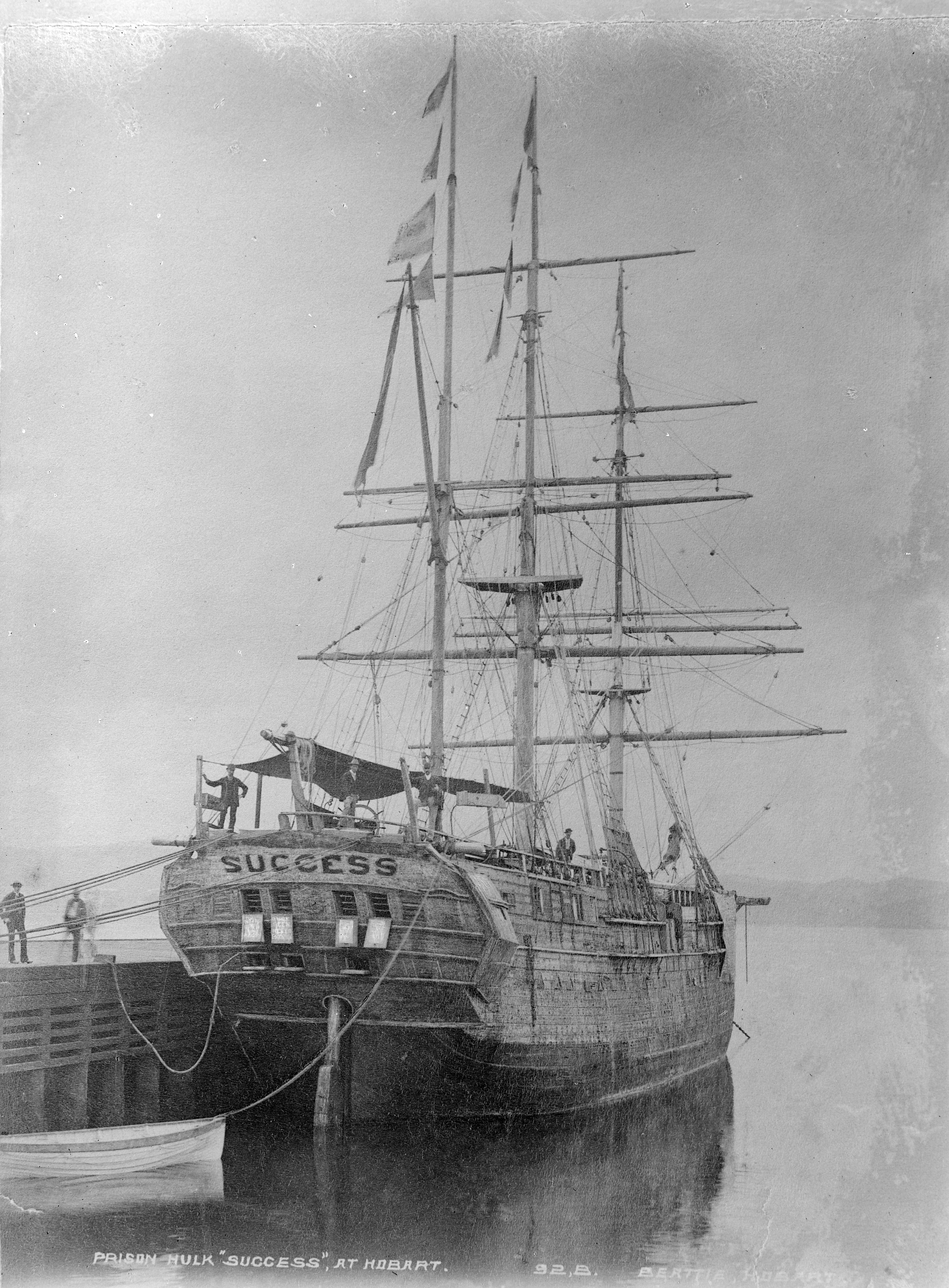
ホバートの監獄船サクセス

ニューサウスウェールズでは監獄船は少年矯正施設としても利用されていた。ヴァーノン(1867–1892)とソブラオン(1892–1911)の2隻がシドニー湾に錨泊していたが、後者は公式には航海練習船とされている。これらの指揮官だったフレデリック・ナイテンスタインはこの制度について「…規律、監視、肉体訓練、そして階級制度と標章。彼は新たに来た少年たちの『道徳心を振るい起こす』ことを狙っていた。収監者は最初最低の階級に置かれ、重労働と服従を通じて少しずつ限られた権利を手にしていくのだ。」と述べている。
1788年からオーストラリアが新たな流刑地としてイギリスの囚人たちを受け入れ始めると監獄船は減り始めた。
囚人がオーストラリアに流刑にされる中で、戦争による外国人捕虜の捕虜収容所として監獄船は使用され続けた。
当時の捕虜の多くはフランス人であり、監獄船は多くのフランス兵の命を奪い、フランス軍にイギリスに対する敵愾心を植えつけた。
1858年に正式に廃止され、最後の監獄船が焼却処分され、その歴史に幕を閉じた。

### 現代の監獄船
メイドストンは1970年代に北アイルランドでゲリラや審理を経ずに拘留した活動家を収容するために使用されていた。シン・フェイン党の党首であったジェリー・アダムスも1972年にメイドストンに収監されたが、彼は和平会談のために解放された。
チリ海軍の練習帆船エスメラルダは、1973年のチリ・クーデター以後、ピノチェト政権下で監獄船、拷問室として機能した。その後、1975年の沖縄国際海洋博覧会のため日本に寄港した際、抗議として日本人活動家から火炎瓶の投擲を受けている（エスメラルダ号火炎瓶投擲事件）。
1997年にイギリス政府は新たな監獄船ウェアを監獄不足を緩和するための一時的手段として建造した。ウェアはドーセット州ポートランドの使われていなかったドックに設置されている。2005年3月9日に政府はウェアを閉鎖することを発表し、新たに800名収容監獄船を供給する企業を募集している。
2008年6月にはガーディアン紙がアメリカ政府が対テロ戦争で拘束したテロリストを監獄船に収監していると捕虜の主張に基づいて報じた。

## 監獄船の生活
衛生観念のまったく無い時代であり、監獄はどこも不潔で、監獄船の中では発疹チフス（監獄熱、英: jail fever）、皮膚病、壊血病、結核、赤痢、コレラなどあらゆる病気が蔓延していた。
当時は一般の船舶でも航海の途中で船員がこれらの病気で死亡する確率は非常に高く10人に1人は死ぬのが普通だったが、監獄船は飛びぬけて酷かった。
ジャスティシア号では係留されてから時限法の期限が来た2年後には囚人362人中、176人が病死していたほどであり、後の監獄船でも死亡率は異常に高く、10年を超える懲役で生きて出られる確率はゼロに近かったとさえ言われている。

## 監獄船の亜種
地中海では犯罪者や捕虜をガレーの漕ぎ手とする刑罰が19世紀まで存在していた。